# إعراصن (عدوية)
إعراصن هو دُوَّار يقع بجماعة بني سيدال الجبل، إقليم الناظور، جهة الشرق في المملكة المغربية. ينتمي الدوّار لمشيخة عدوية التي تضم 13 دوار. يقدر عدد سكانه بـ 191 نسمة حسب الإحصاء الرسمي للسكان والسكنى لسنة 2004.

## روابط خارجية
- البوابة الوطنية للجماعات الترابية
- المندوبية السامية للتخطيط